# Ceruleite
La ceruleite è un minerale.